# IEEE 1451
IEEE 1451 er en mængde af smart transducer grænsefladestandarder udviklet af Institute of Electrical and Electronics Engineers (IEEE) Instrumentation and Measurement Society’s Sensor Technology Technical Committee, der beskriver en mængde af åbne, fælles, datanetuafhængige kommunikationsgrænseflader til at forbinde transducerer (sensorer eller aktuatorer) til microprocessorer, instrumentationssystemer og styrings/felt-datanet.
Et af de centrale elementer af standarderne er definition af Transducer electronic data sheet (TEDS) for hver transducer. TEDS er en "hukommelsesenhed" forbundet til transduceren, som gemmer transducer identifikation, kalibrering, korrektionsdata og producent relateret information.  Målet med IEEE 1451 standard familien er at tillade adgang til transducerdata via en fælles mængde af grænseflader, hvad enten transducerne er forbundet til systemer eller datanet via fastnet eller trådløst.
IEEE 1451 anbefales af NIST, IEEE og mange amerikanske federale agenturer.

## Transducer electronic data sheet
Et Transducer Electronic Data Sheet (TEDS) er en standarderet metode til at gemme transducer (sensorer eller aktuatorer) identifikation, kalibrering, korrektionsdata og producent relateret information.

## IEEE 1451 standard-familien
IEEE 1451 standard-familien omfatter:
- 1451.0-2007 IEEE Standard for a Smart Transducer Interface for Sensors and Actuators – Common Functions, Communication Protocols, and Transducer Electronic Data Sheet (TEDS)  Formats
- 1451.1-1999 IEEE Standard for a Smart Transducer Interface for Sensors and Actuators – Network Capable Application Processor Information Model
- 1451.2-1997 IEEE Standard for a Smart Transducer Interface for Sensors and Actuators – Transducer to Microprocessor Communication Protocols & TEDS Formats
- 1451.3-2003 IEEE Standard for a Smart Transducer Interface for Sensors and Actuators – Digital Communication & TEDS Formats for Distributed Multidrop Systems
- 1451.4-2004 IEEE Standard for a Smart Transducer Interface for Sensors and Actuators – Mixed-Mode Communication Protocols & TEDS Formats
- 1451.5-2007 IEEE Standard for a Smart Transducer Interface for Sensors and Actuators – Wireless Communication Protocols & Transducer Electronic Data Sheet (TEDS) Formats
- 1451.7-2010 IEEE Standard for a Smart Transducer Interface for Sensors and Actuators – Transducers to Radio Frequency Identification (RFID) Systems Communication Protocols and Transducer Electronic Data Sheet Formats